# Valdir Espinosa
Valdir Espinosa (født 17. oktober 1947, død 27. februar 2020) var en brasiliansk fodboldspiller og træner.